# Jean-Michel Wilmotte
Pour les articles homonymes, voir Wilmotte.
Jean-Michel Wilmotte, né le 2 avril 1948 à Soissons (Aisne), est un architecte, urbaniste et designer français.

## Biographie

### Famille
Jean-Michel Léon-Bernard Wilmotte naît le 2 avril 1948 à Soissons du mariage de Robert Wilmotte, pharmacien, et de Suzanne Léonard.
Le 15 mai 1982, il épouse Nicole Desprets. De ce mariage naissent quatre enfants.

### Formation
Après des études secondaires au lycée de Soissons puis au lycée Jean-de-La-Fontaine à Château-Thierry, Jean-Michel Wilmotte est diplômé de l'École Camondo, puis diplômé d'architecture.

### Carrière professionnelle
En 1975, il fonde le bureau d'études « Governor » devenu « Agence d'architecture Wilmotte & Associés ». En 1976, il fonde le studio de design « Wilmotte & Industries », puis plusieurs agences : à Tokyo (1986-1997), à Nîmes (1987-1995), à Séoul (1998), à Londres (2006), et à Venise (2012). En 2005, il crée la fondation d'entreprise Wilmotte et le prix W.
Reconnu pour l’éclectisme de ses réalisations, son souci du détail et la qualité d’exécution de ses projets, il mène des interventions dans des domaines variés, allant du luxe à l’hôtellerie, en passant par le résidentiel et le tertiaire. Son agence, présente dans 23 pays, regroupe 270 collaborateurs de 31 nationalités et est structurée autour de deux entités : Wilmotte & Associés Architectes pour l’architecture et Wilmotte & Industries SAS pour le design. Implantée à Paris et Nice, elle possède des filiales à Londres et Venise, ainsi que des bureaux à Dakar et Séoul.

## Œuvres et travaux
Jean-Michel Wilmotte a « une affection particulière pour l’agencement d’espaces culturels et muséographiques, ainsi que pour les projets de réhabilitation et de reconversion », comme celle de l’ancien hôpital royal de Versailles en logements, espace culturel et commerces (2015), de la halle Freyssinet en Station F, le plus grand campus de start-up au monde (2017), du Collège des Bernardins (2008), de l’hôtel Lutetia (2018), ou de l’hôtel de l’Artillerie en campus de Institut d'études politiques de Paris, à Paris.

### Projets notables (liste non-exhaustive)

#### Grands projets architecturaux
- Palais des Congrès de Bordeaux (France, 2003) : reconstruction et aménagement du Palais des Congrès : hall d’accueil, espaces de circulations, jardin, amphithéâtres, salles de réunion, bureaux[5].

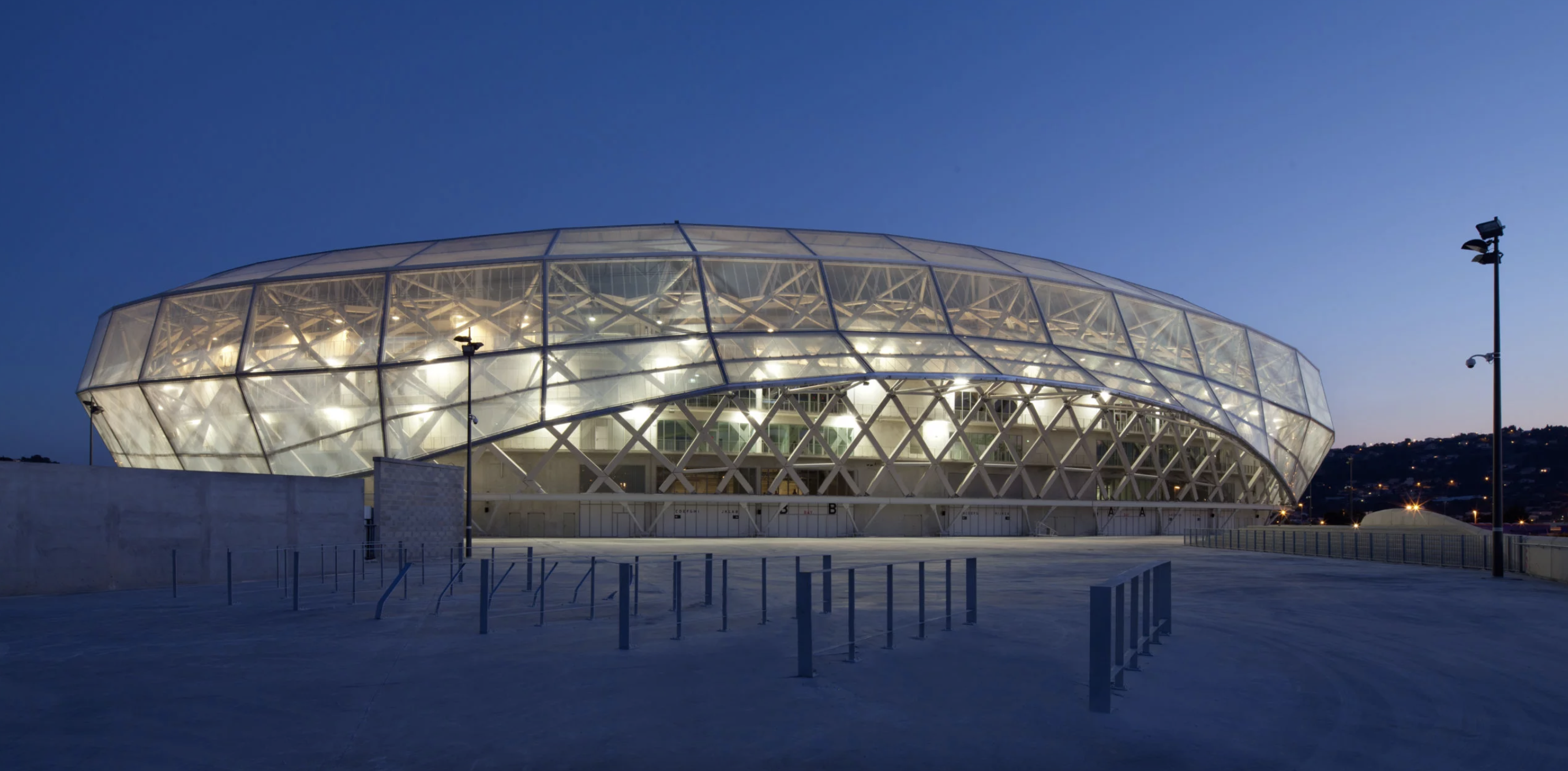
Stade Allianz Riviera

- Siège de la société LVMH (Paris, France, 2004) : aménagement intérieur du nouveau siège social du groupe LVMH, avenue Montaigne[6].Stade Allianz RivieraStade Allianz Riviera (Nice, France, 2013) : un projet alliant modernité et durabilité, conçu dans le cadre de l'Euro 2016 avec une approche respectueuse de l'environnement[7].
- Château Pédesclaux (Pauillac, France, 2015) : rénovation et extension du château, création d’un chai viticole moderne, tout en respectant l’architecture du Grand Cru Classé de 1855[8].
- Centre de gestion sportive Ferrari (Maranello, Italie, 2015-2018) : construction puis extension du nouveau centre chargé de la gestion sportive de Ferrari[9].

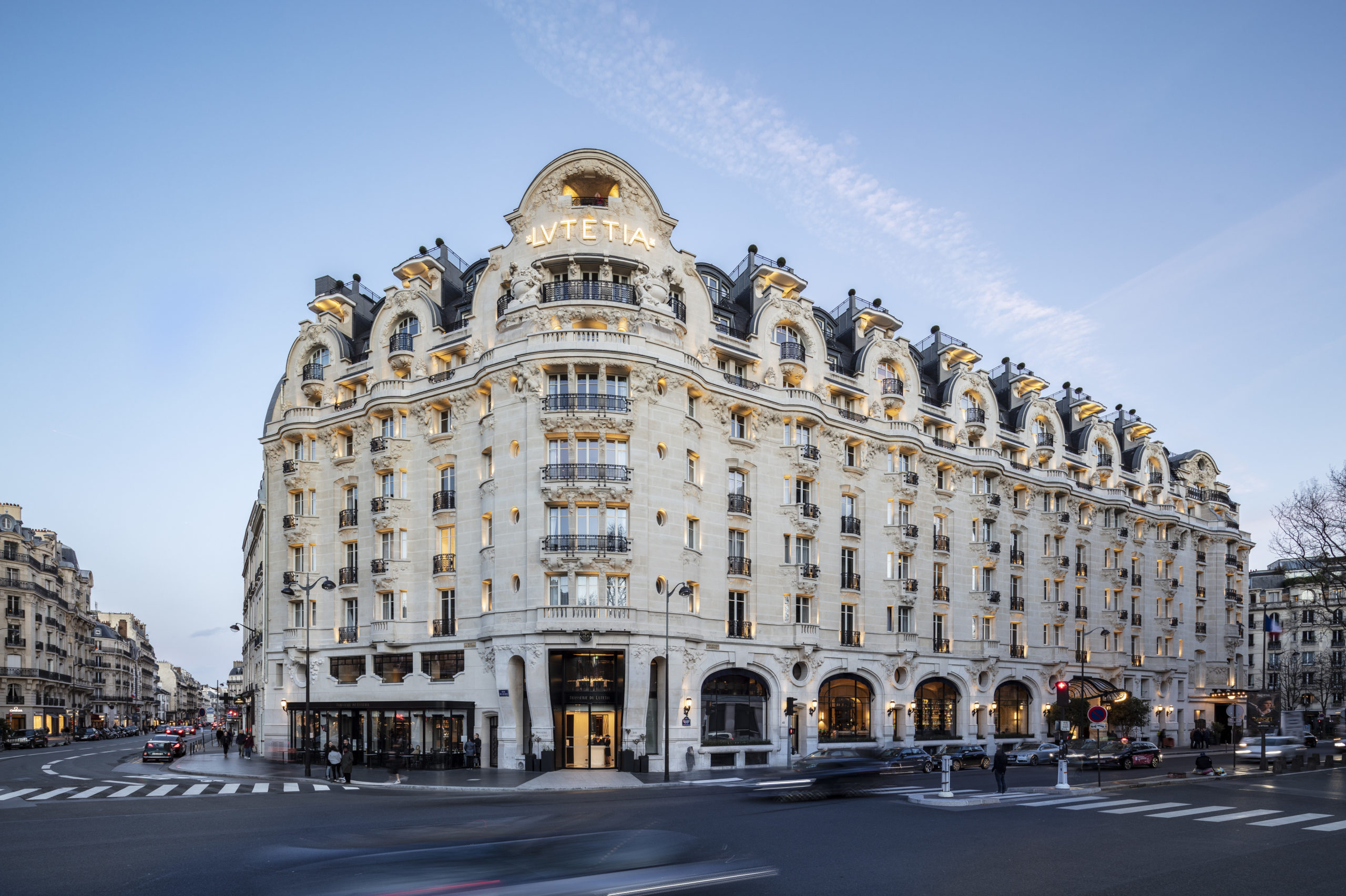
Hôtel Lutetia

- Centre culturel orthodoxe russe (Paris, France, 2016) : construction d’un ensemble architectural regroupant une cathédrale orthodoxe, un centre culturel, un centre administratif, un auditorium et un pôle éducatif sur le quai Branly[10].Hôtel LutetiaHôtel Lutetia (Paris, France, 2018) : rénovation de l'hôtel Lutetia[11].
- Hôtel Cheval Blanc (Saint-Tropez, France, 2019) : rénovation et transformation de la Résidence de la Pinède en palace 5*, intégrant des salons, une réception et un bar, ainsi que le restaurant trois étoiles La Vague d’Or et un spa Cheval Blanc by Guerlain[12].
- Campus de l'institut d'études politiques de Paris - Site de l’Artillerie (Paris, France, 2022) : restructuration du site de l’Artillerie, classé monument historique, pour la création du nouveau campus de Sciences Po Paris, intégrant des salles de cours, des espaces de recherche et des infrastructures modernes[13].
- Grand Palais éphémère (Paris, France, 2021) : construction d’un bâtiment provisoire sur le Champ-de-Mars, pour la Réunion des musées nationaux - Grand Palais et Paris 2024. Destiné à accueillir des événements culturels et sportifs durant la rénovation du Grand Palais et les Jeux Olympiques et Paralympiques de Paris 2024[14].
- Maison des Nations unies (Dakar, Sénégal, 2022) : conception d’un bâtiment regroupant les 34 agences des Nations Unies réparties dans la capitale sénégalaise[15].
- Campus du Paris-Saint-Germain (Poissy, France, 2023) : conception et construction du nouveau centre d’entraînement et de formation du PSG, un campus destiné à la performance sportive, incarnant l’identité et les valeurs du club[16].

#### Musées
- Musée des Beaux-Arts de Lyon (France, 1992-1998) : aménagement et muséographie de l'ensemble des salles du Palais Saint-Pierre, ancien couvent de Bénédictines[17].
- Musée du Louvre – Département des Arts Premiers (Paris, France, 2000) : aménagement et muséographie du Pavillon des Sessions, abritant la collection d’Arts Premiers du Louvre, en collaboration avec le musée du quai Branly[18].
- Musée d'Art islamique de Doha (Qatar, 2008) : conception du mobilier et de la muséographie du musée conçu par Ieoh Ming Pei[19].
- Musée d'Orsay (Paris, France, 2011) : aménagement muséographique de la galerie des impressionnistes, de la salle des expositions temporaires et des cabinets mitoyens nord et sud au 5e étage du musée d'Orsay[20].
- Rijksmuseum Amsterdam (Pays-Bas, 2013) : aménagement muséographique de l’ensemble des collections du musée national des Pays-Bas, mettant en valeur les chefs-d’œuvre de la peinture flamande et hollandaise[21].

#### Urbanisme et aménagement urbain
- Chaise Bleue (Nice, France, 1990) : création d’un mobilier urbain emblématique disposé sur la promenade des Anglais, devenu un véritable symbole de la ville.
- Aménagement des Champs-Élysées (Paris, France, 1994-1997) : réorganisation de l’avenue pour redonner une place plus importante aux piétons et à la végétation.

## Distinctions

### Décorations

#### Françaises
Le 14 mai 1994, Jean-Michel Wilmotte est nommé au grade de chevalier dans l'ordre national du Mérite au titre de « architecte d'intérieur; 21 ans d'activités professionnelles »
Le 31 décembre 1999, il est nommé au grade de chevalier dans l'ordre national de la Légion d'honneur au titre de « architecte ; 26 ans d'activités professionnelles » puis fait chevalier le 14 avril 2000. Il est promu au grade d'officier le 13 juillet 2022 au titre de « architecte, urbaniste et designer, membre de l'Académie des beaux-arts, directeur d'une maison-atelier. ».
En 1986, il est fait chevalier de l'ordre des Palmes académiques et en 1992, commandeur de l'ordre des Arts et des Lettres.

#### Étrangère
Il est grand-croix de l'ordre de l'Infant Dom Henri (Portugal).

### Autres
- Membre du Cercle Pierres d'or depuis février 2016[réf. nécessaire]
- Membre du Conseil d'administration de l'association BBCA (Bâtiment Bas Carbone) depuis 2015[100]
- Membre de l'Académie des beaux-arts, section Architecture depuis 2015[101]
- Membre de L'Institut pour la Ville et le Commerce, un organisme de réflexion sur l'urbanisme commercial depuis 2009[102]
- Membre du club Le Siècle depuis janvier 2009 [103]
- Administrateur des Arts décoratifs 2008[réf. nécessaire]
- Doyen de la Faculté d’architecture de l'université Hongik – Corée du Sud (2006-2008)[104]
- Membre de l'Académie d'architecture depuis 2001[105]

## Justice
En 2003, dans le cadre de l'Affaire de la Fondation Hamon (musée d'art contemporain, dont il était l'architecte, projet finalement abandonné), il est mis en examen avec quatorze autres personnes (dont Bernard Bled, André Santini et Charles Pasqua) puis relaxé le 21 janvier 2013 par le tribunal correctionnel de Versailles.

## Publications
- Dane McDowell, Jean Mus, Jean-Michel Wilmotte, Minéral / Végétal : deux visions du jardin, Paris, Éditions Ulmer, 2018  (ISBN 978-2-84138-985-8)
- Dictionnaire amoureux de l'architecture, Plon, 2016  (ISBN 978-2259218078)
- Architecture intérieure des villes, Jean-Michel Wilmotte, Paul Virilio, Éditions du Moniteur, 1999  (ISBN 2281191044)
- Réalisations et projets, Éditions du Moniteur, 1993  (ISBN 2281190706)
- Jean-Michel Wilmotte, Muséographie, Par Jean-Michel Wilmotte, Jean-Jacques Aillagon, Taco Dibbits et Françoise Mardrus, Éditeur: Skira, 2021  (ISBN 9782370741325)
- Minéral Végétal, deux vision du jardin, Par Jean-Michel Wilmotte et Jean-Mus. Propos recueillis par Dane McDowell, Éditeur : Ulmer, 2021  (ISBN 9782841389858)
- Leading Architects – Jean-Michel Wilmotte (anglais, mandarin), Par Philip Jodidio, Éditeur : Images Publishing, 2018  (ISBN 9781864707489)
- De la halle Frezyssinet à Station F, Par Michèle Leloup, Éditeur : Alternatives, 2018  (ISBN 9782072764240)
- Dictionnaire amoureux de l’architecture, Par Jean-Michel Wilmotte & Bernard Oudin, Éditeur : Plon  (ISBN 9782259218078)
- Wilmotte Par José Alvarez, Éditeur : Éditions du Regard, 2016  (ISBN 9782841053445)
- Jean-Michel Wilmotte, Architectures d’écritures, Par Dane McDowell, Éditeur : Aubanel, 2009  (ISBN 9782700606898)
- Wilmotte & associés SA, projets récents et futurs, Par Wilmotte & Associés, Conception graphique : Studio Fernando Gutierrez (Londres) Impression : Push (Londres), 2009
- Jean-Michel Wilmotte, Architecture à l’œuvre, Par François Lamarre / Photos : Pascal Tournaire, Éditeur : Le Moniteur, 2008  (ISBN 9782281194012)
- Wilmotte, L’Instinct d’Architecte, Par Jean Grisoni & Jean-Baptiste Loubeyre, Éditeur : Le Passage, 2005  (ISBN 9782847420814)
- Architecture intérieure des Villes, Jean-Michel Wilmotte, Éditeur : Le Moniteur des Villes, 1999  (ISBN 9782281191042)
- Jean-Michel Wilmotte, Par Francis Rambert, Éditeur : Éditions du Regard, 1996  (ISBN 9782841050260)
- Monogaphie d’architecture Wilmotte – Réalisations et projets, Éditeur : Le Moniteur (ouvrage réimprimé en 1995), 1993  (ISBN 9782281190700)
- Wilmotte, Par Jean-Louis Pradel, Éditeur : Electa Moniteur, 1988  (ISBN 9782866530563)